# Trzecia Wieś
Trzecia Wieś – osada wsi Prawęcin w Polsce, położona w województwie świętokrzyskim, w powiecie ostrowieckim, w gminie Kunów.
W latach 1975–1998 osada administracyjnie należała do województwa kieleckiego.